# シミオネ・シュミット
シミオネ・シュミット（Simeone Schmidt、2001年4月15日 - ）は、ジャパンラグビーリーグワン花園近鉄ライナーズに所属するラグビーユニオン選手。

## プロフィール
- オーストラリア出身[1]。
- ポジションはロック(LO)。
- 身長 195 cm、体重 118 kg

## 略歴
2020年、セントイグナティウスカレッジリバービュー卒業後、帝京大学に入る。
2024年、花園近鉄ライナーズに加入。
2025年1月5日に行われたJAPAN RUGBY LEAGUE ONE第2節三菱重工相模原ダイナボアーズ戦にて途中出場で公式戦初出場を果たした。